# Festuca prolifera
Festuca prolifera là một loài thực vật có hoa trong họ Hòa thảo. Loài này được (Piper) Fernald mô tả khoa học đầu tiên năm 1933.